# Bain de chance
Dans la religion vaudou en Haïti, les bains de chance sont des bains rituels pris par les vaudouisants dans le but d'attirer la protection des lwas.
Les bains de chance peuvent avoir lieu chez soi, dans l'oufo, ou dans des sources ou des rivières lors de pèlerinages.
Les fidèles se font oindre par l'houngan de parfums et de sirop d'orgeat avant de se plonger dans l'eau qu'ils ont remplie d'herbes curatives et de fleurs rouges.
Ils obtiennent ainsi la protection des lwas, qui leur sert à aller sans danger devant leurs ennemis. Mais ces forces ne sont pas toujours maîtrisables, et il peut arriver qu'ils reçoivent trop de chance lors de leur bain : ils deviennent alors des sorciers ou des lycanthrope. 
Le Bassin Saint-Jacques près de Cap-Haïtien (où Ogoun est associé à saint Jacques), et le Saut-d'Eau à Ville-Bonheur dans le département du Centre (associé à la Vierge du Mont Carmel, surnommée Vierge Miracle le 16 juillet) sont d'importants lieux de pèlerinage lors desquels les fidèles prennent des bains de chance.